# Ole Ellefsæter
Ole Martin Ellefsæter (ur. 15 lutego 1939 w Furnes, zm. 18 października 2022 w Brumunddal) – norweski biegacz narciarski, dwukrotny złoty medalista olimpijski oraz dwukrotny medalista mistrzostw świata.

## Kariera
Jego olimpijskim debiutem były igrzyska w Innsbrucku w 1964 r. W swoim najlepszym starcie, w biegu na 50 km stylem klasycznym zajął 8. miejsce. Największe sukcesy odniósł podczas igrzysk olimpijskich w Grenoble w 1968 r. Triumfował tam na prestiżowym dystansie 50 km techniką klasyczną. Ponadto wspólnie z Oddem Martinsenem, Pålem Tyldumem i Haraldem Grønningenem zdobył także złoty medal w sztafecie 4 × 10 km. Cztery lata później, na igrzyskach olimpijskich w Sapporo jego najlepszym wynikiem było 10. miejsce na dystansie 50 km stylem klasycznym.
W 1966 roku wystartował na mistrzostwach świata w Oslo. Wraz z Oddem Martinsenem, Haraldem Grønningenem i Gjermundem Eggenem zdobył złoty medal w sztafecie. Na tych samych mistrzostwach wywalczył też srebrny medal w biegu na 15 km, ulegając jedynie swemu rodakowi Gjermundowi Eggenowi. W biegu na 50 km zajął czwarte miejsce, przegrywając walkę o brązowy medal z Eero Mäntyrantą z Finlandii. Na kolejnych mistrzostwach świata już nie startował.
Ellefsæter był także trzykrotnym mistrzem Norwegii (15 km w 1964, 50 km w 1965 i 1967). W 1971 r. jako pierwszy Norweg zwyciężył w najstarszym i największym szwedzkim maratonie narciarskim – Biegu Wazów. Oprócz niego tylko dwóch Norwegów wygrało ten bieg: Anders Aukland w 2004 r. i Jørgen Aukland w 2008 r. W 1967 roku wygrał bieg na 50 km podczas prestiżowych zawodów w Lahti oraz Holmenkollen. W tym samym roku został uhonorowany medalem Holmenkollen wraz ze szwedzką biegaczką narciarską Toini Gustafsson.
Był także lekkoatletą, odnosił sukcesy w biegu na 3000 metrów z przeszkodami (sześć tytułów mistrza Norwegii w latach 1960–1965, rekord życiowy 8:43,8). Reprezentował Norwegię w meczach międzypaństwowych, podczas mistrzostw Europy w 1962 odpadł w eliminacjach. Za wszechstronność został uhonorowany Egebergs Ærespris.

## Osiągnięcia

### Igrzyska olimpijskie
| Miejsce | Dzień       | Rok  | Miejscowość | Konkurencja             | Czas biegu | Strata   | Zwycięzca            |
| ------- | ----------- | ---- | ----------- | ----------------------- | ---------- | -------- | -------------------- |
| DSQ     | 30 stycznia | 1964 | Innsbruck   | 30 km stylem klasycznym | 1:30:50,7  | -        | Eero Mäntyranta      |
| 25.     | 2 lutego    | 1964 | Innsbruck   | 15 km stylem klasycznym | 50:54,1    | +4:16,7  | Eero Mäntyranta      |
| 8.      | 5 lutego    | 1964 | Innsbruck   | 50 km stylem klasycznym | 2:43:52,6  | +3:53,2  | Sixten Jernberg      |
| 1.      | 14 lutego   | 1968 | Grenoble    | Sztafeta 4 × 10 km      | 2:08:33,5  | –        | –                    |
| 1.      | 17 lutego   | 1968 | Grenoble    | 50 km stylem klasycznym | 2:28:45,8  | –        | –                    |
| 31.     | 4 lutego    | 1972 | Sapporo     | 30 km stylem klasycznym | 1:36:31,15 | +7:54,06 | Wiaczesław Wiedienin |
| 10.     | 10 lutego   | 1972 | Sapporo     | 50 km stylem klasycznym | 2:43:14,75 | +3:32,19 | Pål Tyldum           |

### Mistrzostwa świata
| Miejsce | Dzień     | Rok  | Miejscowość  | Konkurencja             | Czas biegu | Strata   | Zwycięzca         |
| ------- | --------- | ---- | ------------ | ----------------------- | ---------- | -------- | ----------------- |
| 2.      | 20 lutego | 1966 | Oslo         | 15 km stylem klasycznym | 47:56,2    | +15,1    | Gjermund Eggen    |
| 1.      | 23 lutego | 1966 | Oslo         | Sztafeta 4 × 10 km      | 2:14:27,9  | –        | –                 |
| 7.      | 26 lutego | 1966 | Oslo         | 50 km stylem klasycznym | 3:03:04,7  | +1:42,1  | Gjermund Eggen    |
| 20.     | 17 lutego | 1970 | Vysoké Tatry | 15 km stylem klasycznym | 47:01,71   | +1:53,85 | Lars-Göran Åslund |